# 306 Unitas
Unitas (asteroide 306) é um asteroide da cintura principal com um diâmetro de 46,7 quilómetros, a 2,0029969 UA. Possui uma excentricidade de 0,15049 e um período orbital de 1 322,38 dias (3,62 anos).
Unitas tem uma velocidade orbital média de 19,39710239 km/s e uma inclinação de 7,26805º.
Este asteroide foi descoberto em 1 de Março de 1891 por Elia Millosevich.